# Wladimir Grigorjewitsch Tarnopolski

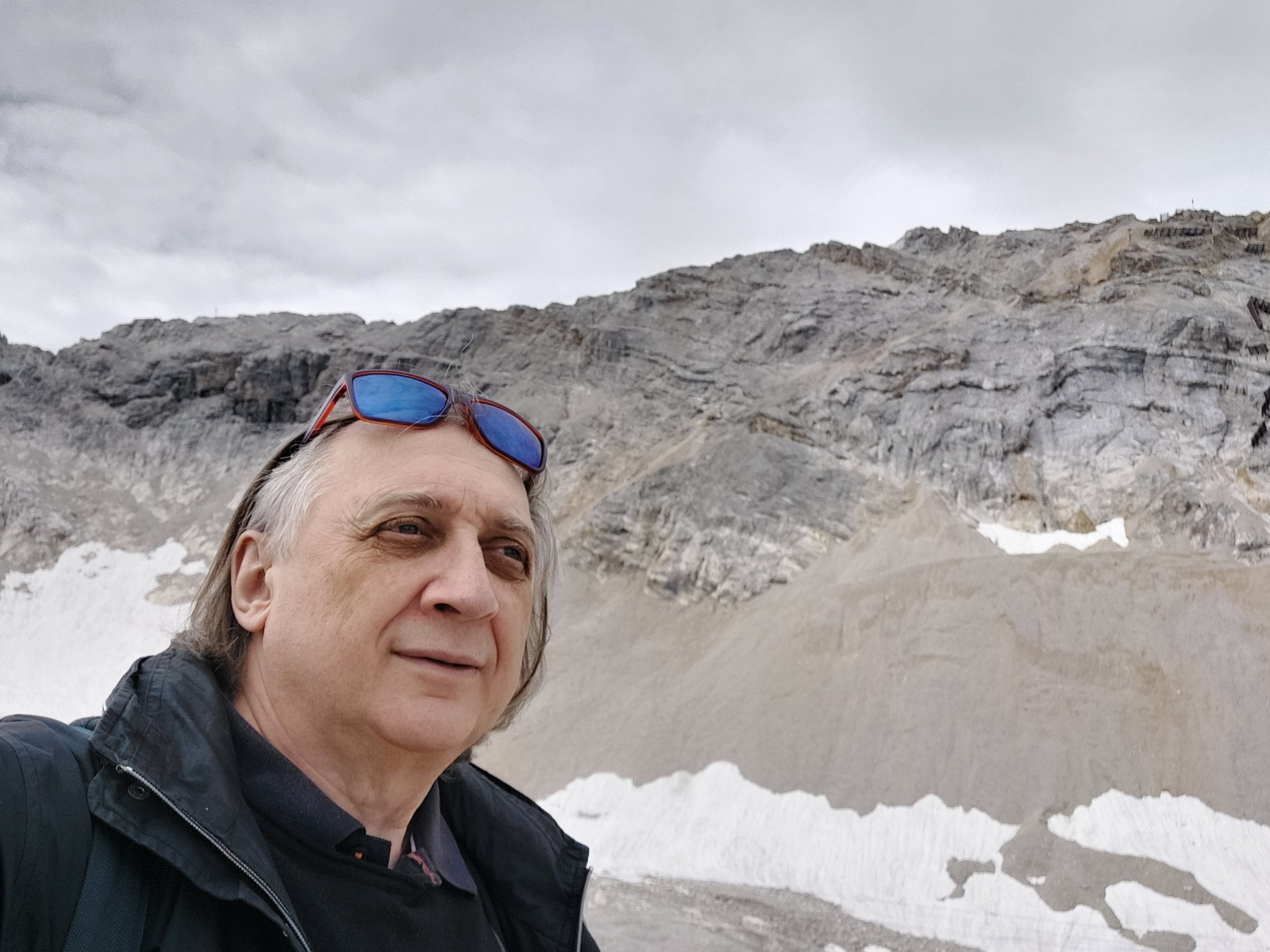
Wladimir Tarnopolski 2023

Wladimir Grigorjewitsch Tarnopolski (russisch Владимир Григорьевич Тарнопольский, wiss. Transliteration Vladimir Grigor'evič Tarnopol'skij; geboren am 30. April 1955 in Dnjepropetrowsk, Ukrainische SSR) ist ein russischer Komponist.

## Leben
Tarnopolski übersiedelte 1973 nach Moskau und studierte am Moskauer Konservatorium Komposition bei Nikolai Sidelnikow, Instrumentation bei Edisson Denissow und Musiktheorie bei Juri Cholopow. Seine Abschlussarbeit, ein Konzert für Violoncello und Orchester (1980), wurde 1982 von Gennadi Roschdestwenski uraufgeführt. 1987 ergänzte er seine Studien in Parczew (Polen) bei Luigi Nono.
Ab 1981 unterrichtete er am Moskauer Musikpädagogischen Institut, benannt nach M. M. Ippolitow-Iwanow. Seit den Jahren der Perestroika zählte er zu den Reformern im postsowjetischen Musikleben und war einer der Initiatoren der 1989 erneut gegründeten Assoziation für zeitgenössische Musik (ACM-2), benannt nach der gleichnamigen, in den 1920er Jahren aktiven Vereinigung von Avantgarde-Komponisten, die 1931 unter Stalin aufgelöst worden war.
1992 wechselte er ans Moskauer Konservatorium, wo er als Professor für Komposition bis 2022 lehrte. Dort gründete er 1993 das Zentrum für zeitgenössische Musik und das Ensemble Studio für Neue Musik, 1994 rief er das internationale Festival Moskauer Forum ins Leben. Auf seine Initiative hin entstand am Konservatorium eine eigenständige Abteilung für zeitgenössische Musik. In Moskau studierten bei ihm u. a. Alexandra Filonenko, Jamilia Jazylbekova und Felix Profos.
Bis Februar 2022 lehrte er am Moskauer Konservatorium. Nach dem Russischen Überfall auf die Ukraine entschloss er sich zur Ausreise und gelangte im April 2022 über Samarkand, Taschkent und Istanbul nach Deutschland, wo er eine Gastprofessur an der Hochschule für Musik und Theater München übernehmen konnte. Seit 2025 ist er ordentliches Mitglied der Bayerischen Akademie der Schönen Künste.

## Schaffen
Tarnopolskis Werk umfasst Opern, Orchester-, Kammer- und Vokalmusik. Zu den zentralen Kompositionen gehört die 1999 bei der Münchener Biennale uraufgeführte Oper Wenn die Zeit über die Ufer tritt, die in einer Besprechung als „schillerndes Klang-Chamäleon durch die Zeiten“ bezeichnet wurde. Im Unterschied zur postmodernen Polystilistik, so Tarnopolski, strebe er einen „Meta-Stil“ an, eine Verschmelzung aller möglichen Stile, eine Musik, die er als „aural magma“ (akustisches Magma) oder „dissonant euphony“ (dissonanter Wohlklang) beschreibt. In Tarnopolskis Werken finden sich dabei auch theatralische, ironische, groteske und surreale Elemente.
Seine Kompositionen wurden seit den 1980er Jahren international aufgeführt, u. a. bei Treffen wie Holland Festival, Klangspuren, Huddersfield Contemporary Music Festival, Biennale di Venezia, The World New Music Days, Münchener Biennale, Schleswig-Holstein Musik Festival, Berliner Festwochen, Warschauer Herbst, Beethovenfest Bonn und Wien Modern. Gefördert und interpretiert wurde seine Musik u. a. von Mstislaw Rostropowitsch, Ingo Metzmacher, Gennadi Roschdestwenski, Wladimir Jurowski, Sylvain Cambreling, Alexander Nikolajewitsch Lazarew, Vassily Sinaisky, Natalja Gutman, Juri Baschmet, Reinbert de Leeuw und Waleri Gergijew.

## Auszeichnungen
- 1991 Dmitri-Schostakowitsch-Preis[6]
- 1991 Paul-Hindemith-Preis[6]
- 2001 International Rostrum of Composers[3]
- 2010 Gastdozent der Darmstädter Ferienkurse[6]
- 2010 Mitglied der Sächsischen Akademie der Künste[6]
- 2015 Composer in Residence der Civitella Ranieri Foundation[2]
- 2017/18 Fellow am Wissenschaftskolleg zu Berlin[6]
- 2023 Preis der Christoph-und-Stephan-Kaske-Stiftung[12]